# Ганс-Петер Дік
Ганс-Петер Дік (нім. Hans-Peter Dick; 13 листопада 1920, Дрезден — ?) — німецький офіцер-підводник, оберлейтенант-цур-зее крігсмаріне.

## Біографія
16 вересня 1939 року вступив на флот. З 1 лютого 1941 по квітень 1942 року служив на лінкорі «Гнайзенау». З 8 червня по 24 жовтня 1942 року пройшов курс підводника, після чого був призначений вахтовим офіцером в 5-й флотилії. З 29 грудня 1942 по 15 листопада 1943 року — 1-й вахтовий офіцер на підводному човні U-713. 16-30 листопада 1943 року пройшов курс позиціонування (радіовимірювання), з 1 грудня 1943 по 15 січня 1944 року — курс командира човна, після чого був переданий в розпорядження 24-ї флотилії. З 21 лютого 1944 по 1 травня 1945 року — командир U-612. В травні був взятий в полон британськими військами.

## Звання
- Кандидат в офіцери (16 вересня 1939)
- Морський кадет (1 лютого 1940)
- Фенріх-цур-зее (1 липня 1940)
- Оберфенріх-цур-зее (1 липня 1941)
- Лейтенант-цур-зее (1 березня 1942)
- Оберлейтенант-цур-зее (1 жовтня 1943)

## Нагороди
- Залізний хрест
  - 2-го класу (20 серпня 1943)
  - 1-го класу (1944)
- Нагрудний знак підводника (28 жовтня 1943)